# Caravana de carros

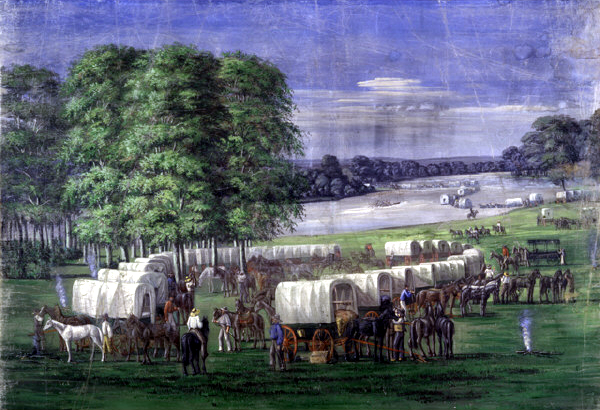
Pioners travessant les planes de Nebraska

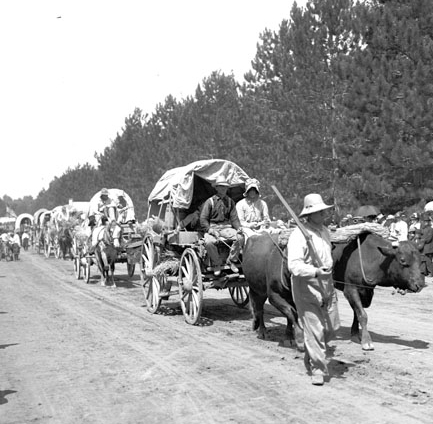
1912 Recreació del Dia del Pioner d'un vagó a Utah.

En el Far West americà, una caravana era un grup de carros coberts que viatgen junts. Abans de l'ús extensiu dels vehicles militars, hi havia caravanes d'equipatge que seguien un exèrcit amb subministraments i municions.
A l'oest americà, els colons que viatjaven per les planes i els passos de muntanya en carros coberts es van unir per ajudar-se mútuament. Encara que les caravanes estan associades amb el Far West els Trekboers de Sud-àfrica també viatjaven en caravanes de carros coberts.

## Migració

### Trànsit, traces i senders
Les caravanes van seguir diversos camins a l'oest americà, pràcticament tots amb origen a Independence, Missouri. Potser el camí de caravana més famós va ser el Camí d'Oregon, que tenia una longitud de més de 2,000 mi (3.200 km). Altres camins incloïen el Santa Fe Trail, el Chisholm Trail, el California Trail (que es va dividir cap al sud-oest de l'Oregon Trail), el Mormon Trail i el Old Spanish Trail.
Tot i que el terme "caravana" suggereix una fila de carros, un darrera l'altre, quan el terreny ho permetia, els carros sovint s'obrien i es desplaçaven un al costat de l'altre per minimitzar la quantitat de pols aixecada sobre altres carros. Els viatges amb carros coberts es van produir principalment entre els anys 1840 i 1880, i van disminuir després de la finalització del primer ferrocarril transcontinental. Encara avui són visibles algunes restes de roderes de carros al llarg dels senders ben transitats.

### Organització
Originalment, el moviment cap a l'oest va començar en grups reduïts, però els viatgers ben finançats amb un centenar o més de carros coberts podien emprar mestres de caravana (o mestres de senders) i mestres d'estable professionals.
Els emigrants cap a l'oest van descobrir que els grups més petits de vint a quaranta carros coberts eren més manejables que els més grans, sobretot sense mestres de caravana professionals. Molts operaven sota principis democràtics, creant estatuts i elegint un capità. En realitat, un capità tenia una autoritat limitada. El seu paper es limitava en gran manera a fer que tothom es mogués al matí i a seleccionar quan i on acampar a la nit.
La pertinença a les caravanes era generalment fluida i els carros coberts sovint s'incorporaven o abandonaven les caravanes depenent de les necessitats i desitjos dels seus propietaris. Un accident o una malaltia, per exemple, podia obligar algú a quedar-se enrere i esperar el següent tren, o un emigrant pot "aixecar-se" per avançar a una caravana endavant després d'una baralla. Alguns podrien separar-se per establir-se al territori de Colorado o en altres territoris al llarg del camí.
A la nit, els carros se solien juntar en un cercle o un quadrat per protegir-se del vent o la intempèrie, i per tancar els animals dels al centre per evitar que fugissin o fossin robats pels nadius americans. Tot i que els nadius americans podrien intentar atacar cavalls sota la cobertura de la foscor, rarament atacaven una caravana. Contràriament a la creença popular, els carros coberts poques vegades es tancaven en cercle a la defensiva.

### Trekkings actuals
Avui dia, les caravanes de carros coberts s'utilitzen per oferir una experiència autèntica a aquells que desitgen explorar l'Oest americà com era en els temps dels pioners i altres grups que viatjaven abans que s'inventessin els vehicles moderns.

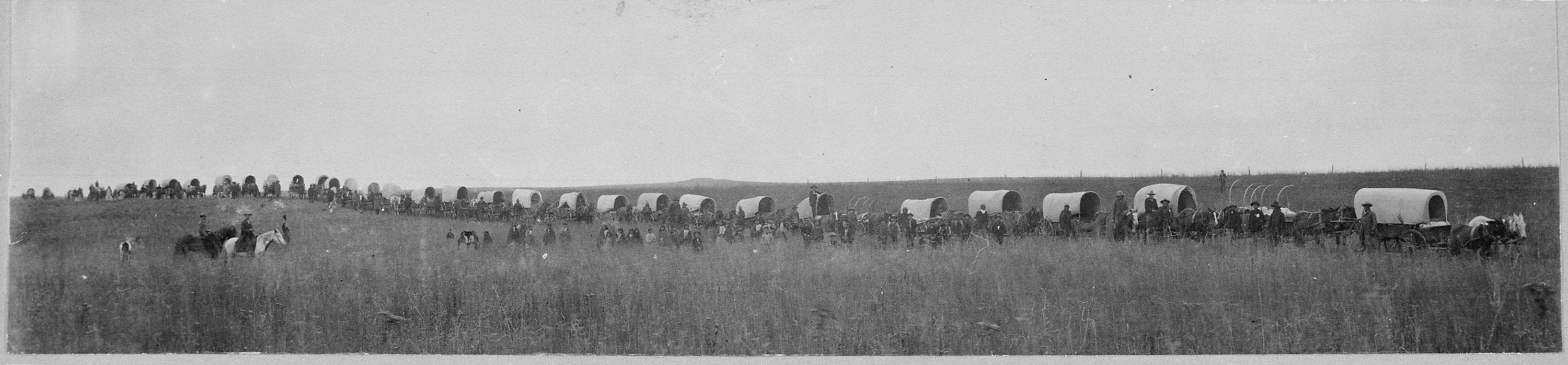
Equips de migrants americans recorrent 60 milles per comercialitzar els 1.100 bushels de blat criats per l'escola de Seger Colony, Territori d'Oklahoma, cap al 1900.

## Caravanes d'equipatge
L'ús de pólvora en la guerra va significar que un exèrcit ja no podia dependre únicament de la recerca d'aliments al camp circumdant, i va requerir un subministrament regular de municions. Al segle xviii, es van desenvolupar els departaments de comissaria i intendencia organitzats per centralitzar el lliurament de subministraments. El lliurament va prendre la forma de "caravanes d'equipatge", grans grups de carros que seguien la rereguarda de l'exèrcit principal.

## En els mitjans
Els viatges col·lectius cap a l'oest es reflecteixen en nombrosos llibres, pel·lícules i programes de televisió sobre els viatges. Alguns exemples inclouen: la novel·la de 1922 d' Emerson Hough i la pel·lícula muda de James Cruze basada en ella, The Covered Wagon (1923) ; la pel·lícula de Raoul Walsh The Big Trail (1930); la pel·lícula Westward Ho de Robert N. Bradbury (1935); Wagon Master de John Ford (1950) i la sèrie de televisió que va inspirar, Wagon Train (1957–1965); la pel·lícula de William Wellman, Westward the Women (1951); La novel·la de 1949 d' AB Guthrie Jr. The Way West i la pel·lícula de 1967 d'Andrew V. McLaglen basada en ella; i la sèrie "Wagons West" de 24 novel·les escrites per Noel Gerson (amb el pseudònim de Dana Fuller Ross) entre 1979 i 1989.